# 三轉法輪
三轉法輪，佛教術語，有幾種說法：
1. 《轉法輪經》中，釋迦牟尼在鹿野苑為五比丘，說四聖諦，以示轉（初轉），教轉（二轉），證轉（三轉），三次宣說[1][2]。稱為三轉法輪，又稱三轉四諦，或三轉十二行相。
2. 《解深密經》將釋迦牟尼說法，分為三個階段：初轉法輪，轉阿含經等四諦法輪；二轉法輪，轉般若經等一切法空法輪，為不了義經；三轉法輪，為瑜伽行教了義經法輪[3]，《千臂千鉢曼殊室利經》等經也有類似說法[4]。真諦、玄奘依本經及金光明經，以初時之有教為轉法輪，第二時之空教為照法輪，第三時之中道教為持法輪，以中道教（唯識）最為了義[5][6]。藏傳佛教接受此「三轉法輪」說，但對二轉還是三轉了義，各派有不同判準。持中觀應成見的格魯派以二轉法輪為最了義，持他空見的覺囊派攝第三轉為如來藏，判為最了義[7][8]。
3. 《華嚴經探玄記》記載智光論師《般若燈論釋》中引《蘇若那摩訶衍經》說：初鹿園，為諸小根說小乘法；第二時，為彼中根說法相大乘（瑜伽行教），明境空心有唯識道理；於第三時為上根說無相大乘（中觀），辯心境俱空平等一味，為真了義[9]。
4. 《究竟一乘寶性論》引用《陀羅尼自在王經》認為，釋迦牟尼先說「無常、苦、無我、不淨」等聲聞法，次說「空、無相、無願」（三三昧）等大乘空相應教，再說「不退轉輪語」，令眾生依自性清淨如來藏入佛境界[10][11]。
5. 《法華遊意》中，吉藏引用《法華經》立根本、枝末、攝末歸本三法輪，認為釋迦牟尼初成道時，屬根本法輪，為菩薩說《華嚴》一因一果法門。福薄鈍根者不堪聞華嚴一乘教，故於四十餘年中別說三乘，此即枝末之教。待機緣已熟，又為彼等三乘之人說《法華》《涅槃》，使其攝歸佛乘，為攝末歸本教。視各經在教化功用上為彼此互補[5][12]。

## 法轮
法轮是佛法的象征，“转法轮”譬喻宣说佛法，以车轮前行，碾摧无明、不善。
《瑜伽師地論》解釋，佛陀轉所解法，置於阿若憍陳如身中，他又隨轉置餘身中，從「展轉」、「隨轉」的意義，稱為「輪」。八正道所成，稱為「法輪」。《大毗婆沙論》解釋，「輪」的意義包括「動轉不住」、「捨此趣彼」、「能伏怨敵」。

## 《解深密經》的說法

### 初轉法輪
初轉法輪是釋迦牟尼佛在證道成佛之後的第一階段說法，又稱阿含期，主要的內容為二乘解脫道的修證，以現觀蘊、處、界無常而斷我見與我執的法門，即聲聞、緣覺所修的解脫道，總名二乘菩提，以弘演出離三界生死之解脫道為主，所度部眾為聲聞部；聲聞所證果位共有四果，也就是初果須陀洹、二果斯陀含、三果阿那含及四果阿羅漢；而阿羅漢在捨壽滅盡五蘊、十二處、十八界之後就可以入無餘涅槃，不受後有-永遠不再於三界中受生出現，永離三界生死的輪迴。精進而且慧力好的人，若是因緣具足時，只要一世就可以完成解脫果的修證。這個階段主要是講四聖諦、八正道、無我相、十因緣、十二因緣、三十七道品等。主要的代表經典為《四阿含經》，也就是《長阿含經》、《中阿含經》、《雜阿含經》及《增壹阿含經》。

### 二轉法輪
二轉法輪是佛的第二轉法輪階段，此阶段则宣說般若，又稱般若期。此階段的代表經典為《心經》、《金剛經》、《小品般若經》及《大品般若經》等般若經。其中最具有代表性的經典就是《心經》，在此經中講到空性是「不生不滅，不垢不淨，不增不減，是故空中無色，無受、想、行、識；無眼、耳、鼻、舌、身、意；無色、聲、香、味、觸、法；無眼界，乃至無意識界；無無明，亦無無明盡；乃至無老死，亦無老死盡。」，相對於初轉法輪所宣說的世間一切法是生滅無常、染污、有增有減，無有自性，般若空性是不生不滅、非變易，不屬於六塵、六根、六識十八界境界的世間任何一法。
在《般若經》中多處更明白的說明，為了通達種種世間、出世間、有為、無為法，所以要學習般若波羅蜜多，表示二轉法輪的佛法的般若範疇，不僅僅只有世間無自性的一切法，還包括了實際、不變異性、平等性、離生性、如所有性等不屬於世間一切法的部分。並說明世間一切法虛妄，但「唯『心』」方能「所現」，所以本身並沒有能出生自己或出生其它法的的自性，所以說無自性，故說其體性與行相都是空。而能「現」世間一切法的「唯心」，便是般若經中一貫所說法界「真實心如來藏」，因為包含了前五識、第六意識及第七意跟都是虛妄識，皆無有能現一切法的體性。

### 第三轉法輪
第三轉法輪佛所講述內容是如來藏的更深細功能差別，又稱唯識期，以弘演大乘成佛之道為主，即是方廣諸經所說諸地菩薩所應修證之一切種智究竟了義妙法，是唯識增上慧學-無生法忍，是諸地菩薩乃至等覺菩薩應該要學的修證內涵。
一切種智是宣說第八識如來藏所含藏的一切種子，若離開第八識如來藏所含藏一切種子的親證，則無法成就諸地果證及成佛。此階段所講述的為如來藏中所含藏一切種子的功能差別更深細之智慧，也就是道種智和成佛的一切種智。依此自心如來藏識而一一現前觀察與證驗，出生般若慧的總相智、別相智、道種智、一切種智，實證三界唯心、萬法唯識的華嚴法界實相，方能圓滿成就究竟佛果。
此階段主要的代表經典為方廣唯識諸經，如《楞伽經》、《楞嚴經》、《解深密經》、《大般涅槃經》、《勝鬘經》等。
一些法师讲到过四转法轮的概念，将金刚乘从第三转中提到第四转，一些法师不提经文，而另一些则认为这有经文依据。